# Nuño Gómez
Nuño Gómez település Spanyolországban, Toledo tartományban. Nuño Gómez Pelahustán és Garciotum községekkel határos. Lakosainak száma 171 fő (2024).

## Népesség
A település népessége az utóbbi években az alábbiak szerint változott:
| Lakosok száma | 203  | 215  | 214  | 186  | 172  | 153  | 138  | 133  | 145  | 171  |
|               | 2001 | 2004 | 2007 | 2009 | 2012 | 2014 | 2017 | 2019 | 2022 | 2024 |